# هولاند بارك

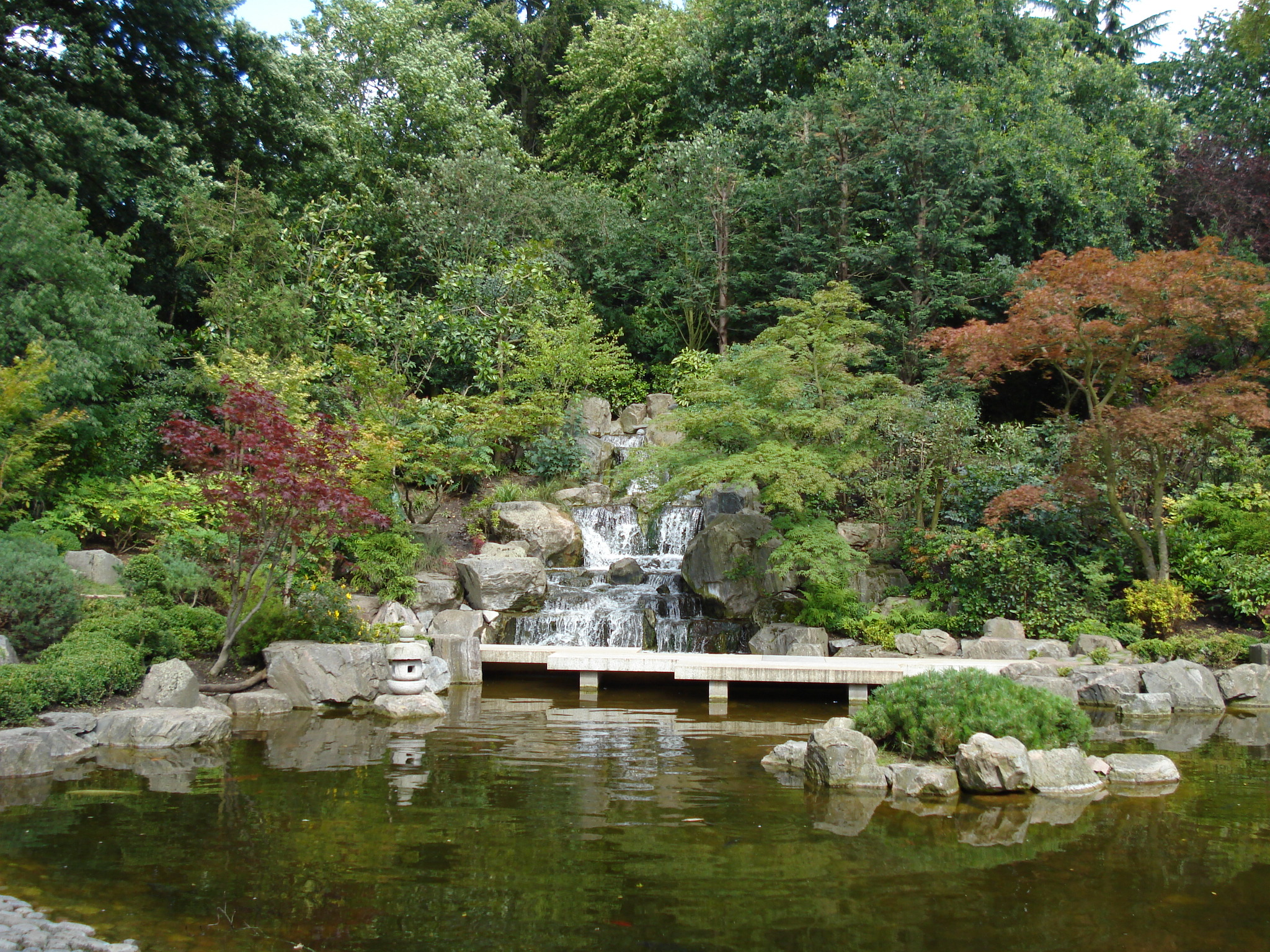
منظر عام للحديقة اليابانية في هولاند بارك.

هولاند بارك أو حديقة هولاند (الإنكليزية,Holland Park)هي حديقة تقع في منطقة كينسنغتون وتشيلسي في الجهة الغربية من وسط لندن في انكلترا. تضم الحديقة عدة أقسام متميزة عن غيرها فالقسم الشمالي من الحديقة يتألف من عدد من الأحراج بينما مركز الحديقة يضم بقايا بيت هولاند التاريخي وعدة حدائق حوله. القسم الجنوبي يضم عدة ملاعب رياضية.كما تضم الحديقة اورغانيري أو البيت الزجاجي للنباتات وتضم أيضاً ملاعب للكريكت والتنس والحديقة اليابانية وبيت الشباب وتضم الحديقة عدداً من طيور الطاووس.

## معرض الصور

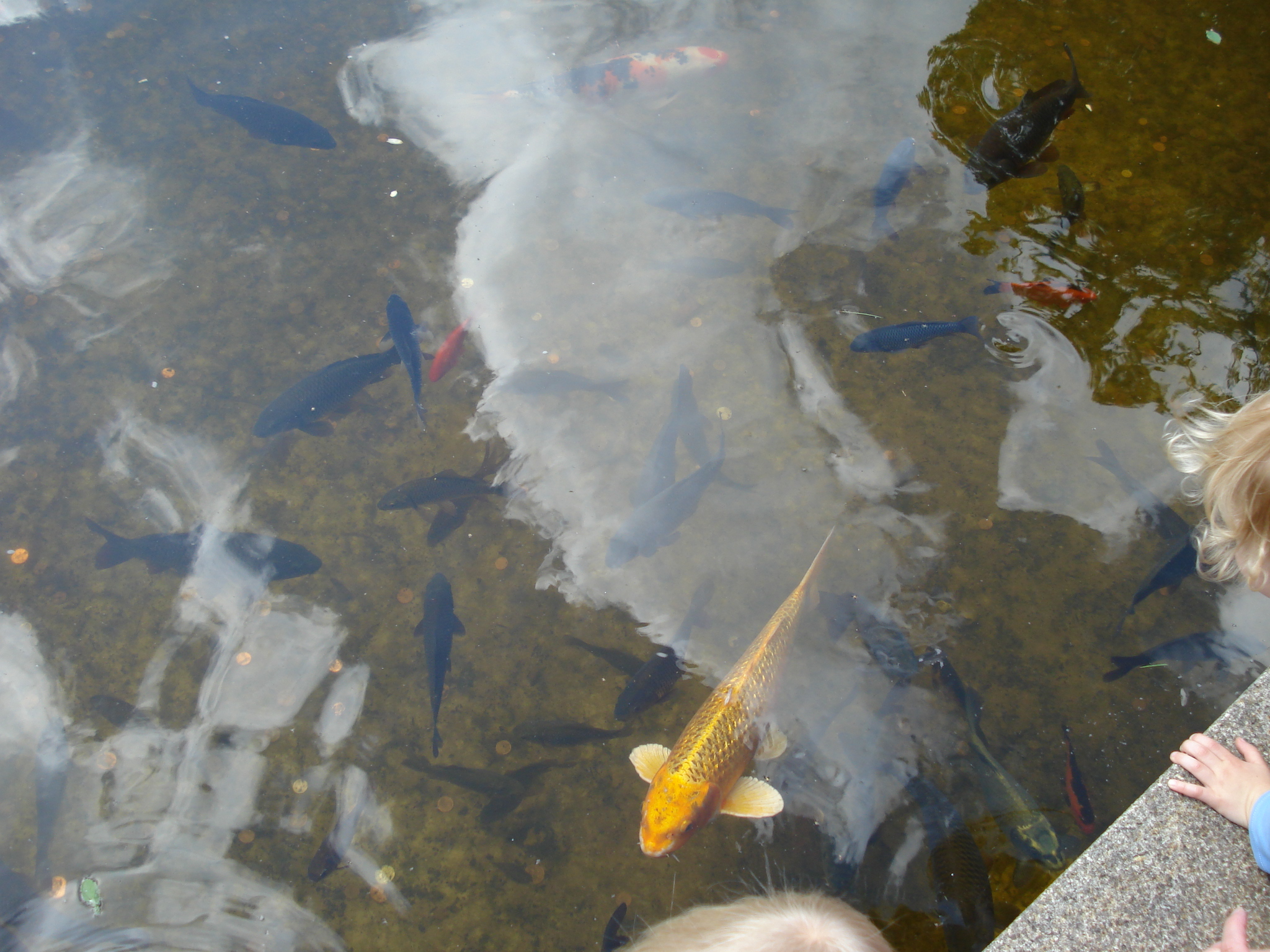
أسماك زينة ملونة في بركة الحديقة اليابانية.
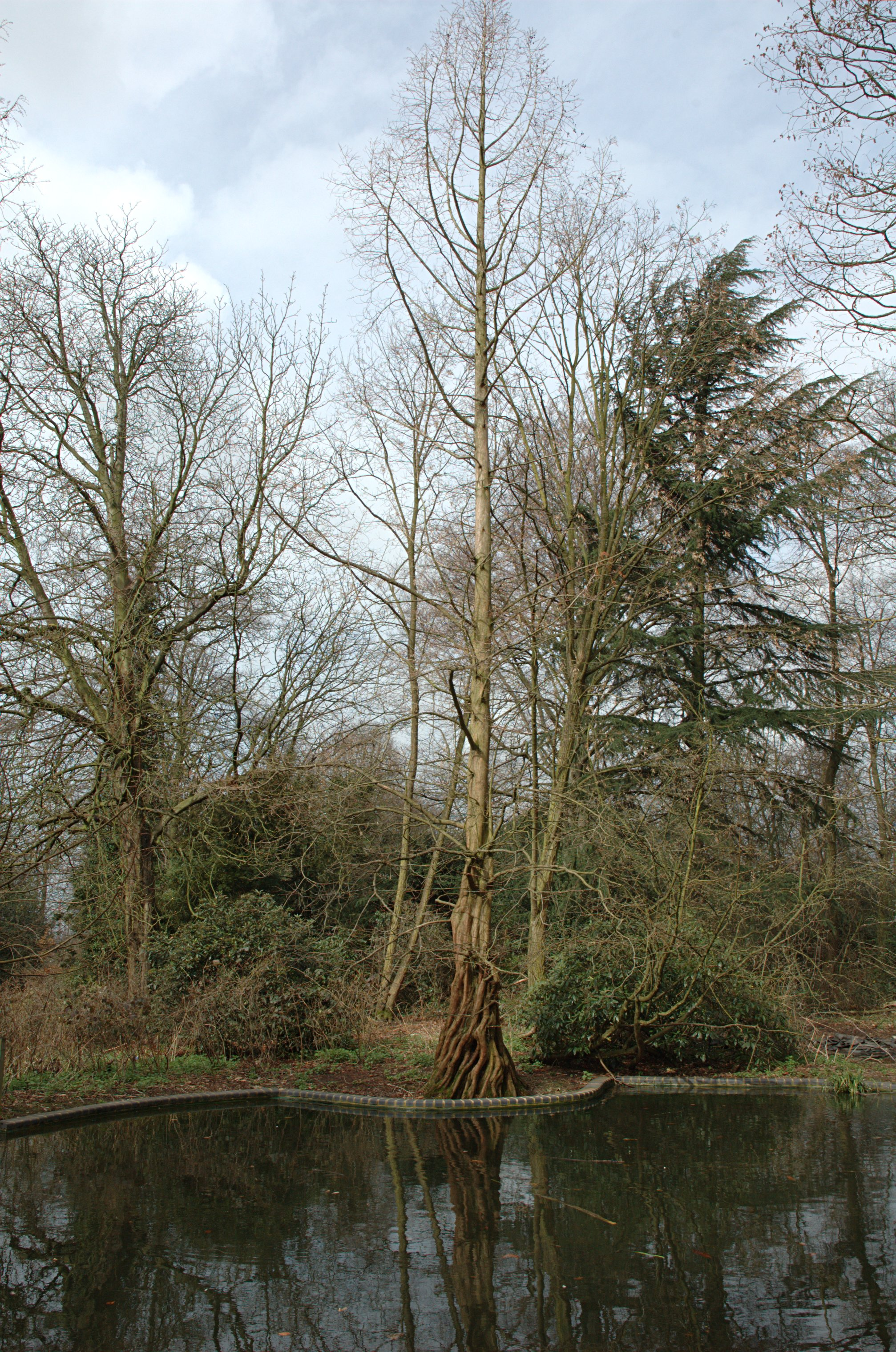
هولاند بارك.
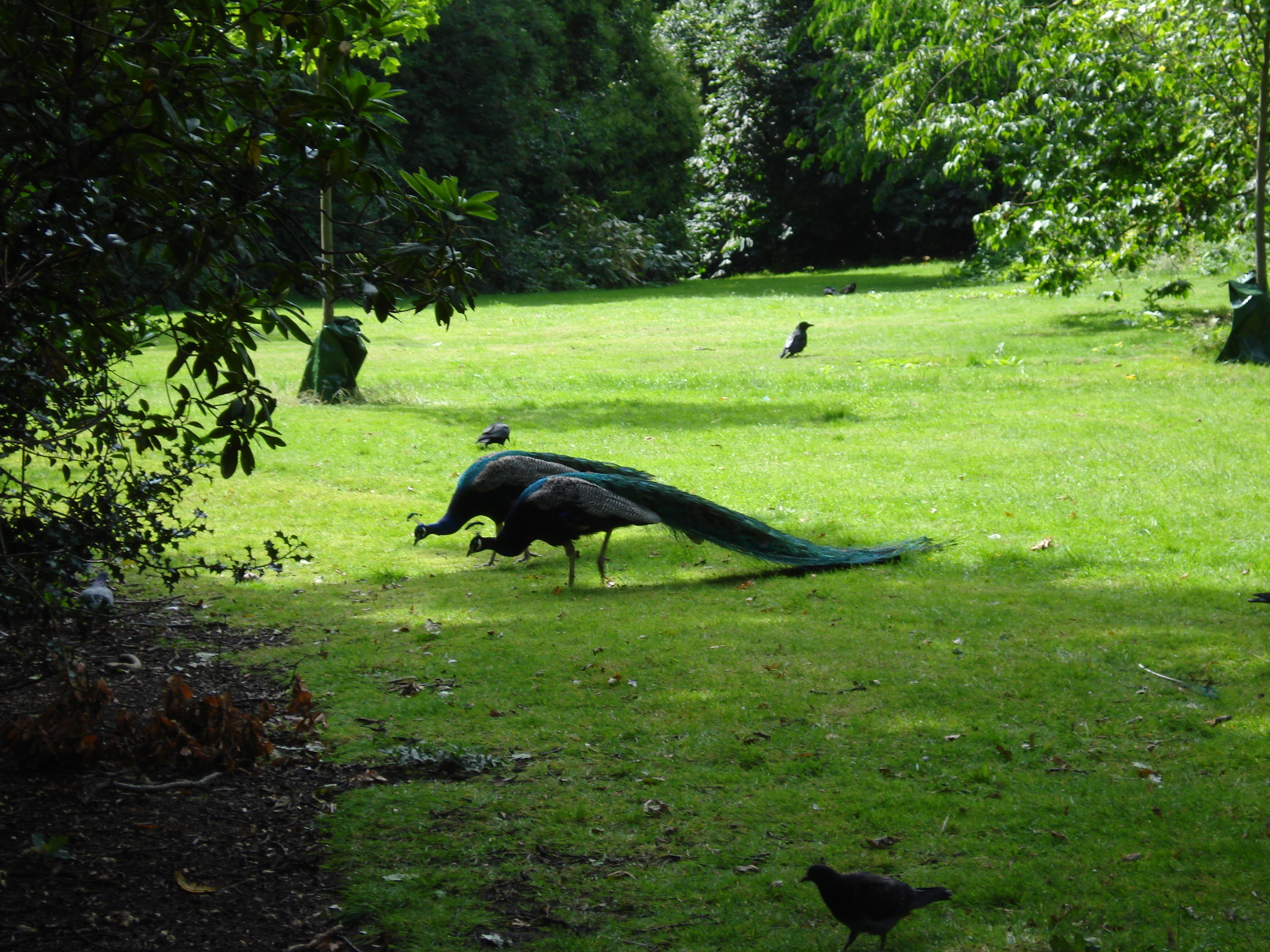
طيور طاووس في حديقة هولاند.
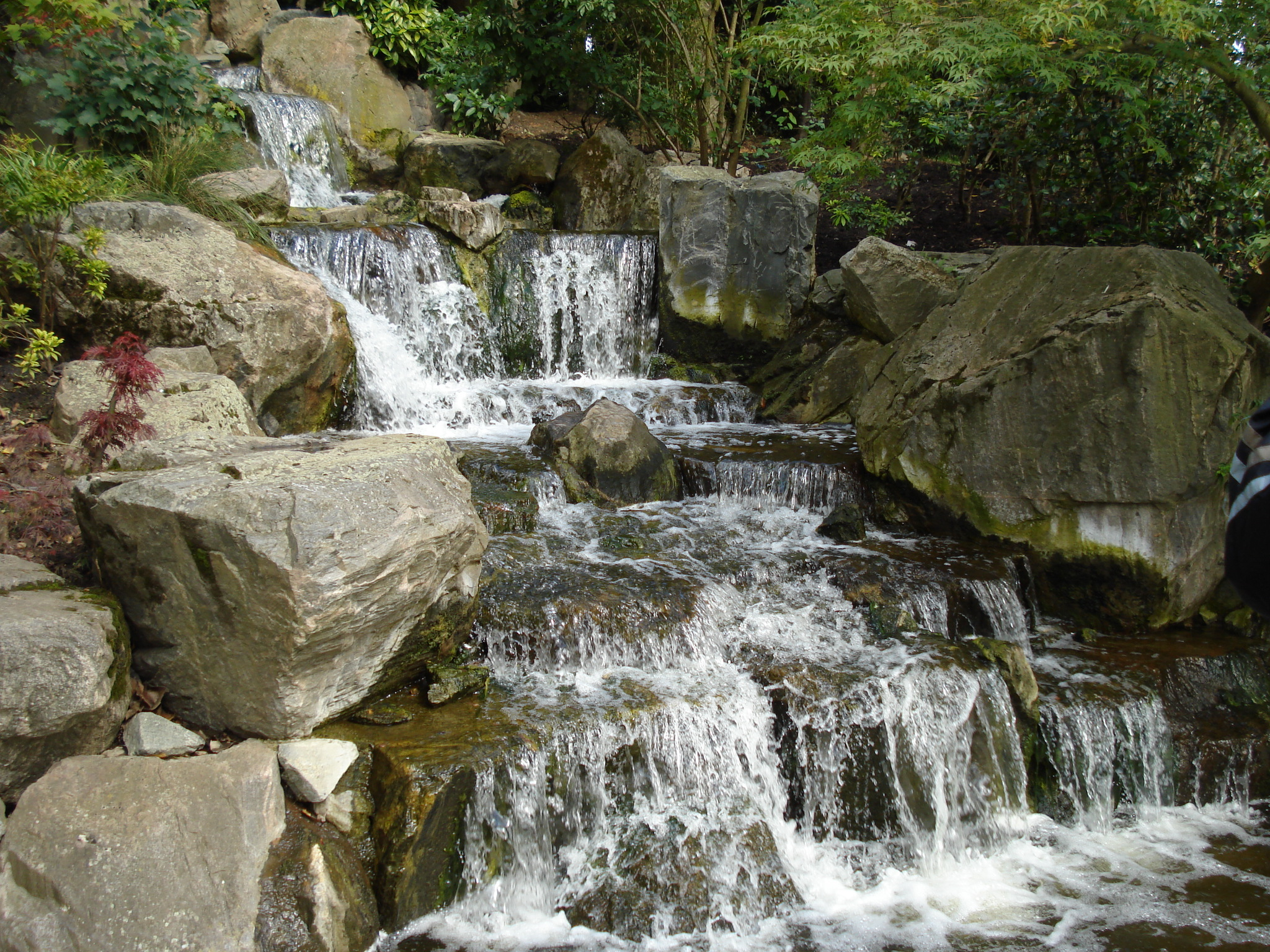
شلال مياه اصطناعي في هولاند بارك.